# 複合稜鏡
複合稜鏡是以稜鏡為元素組合成的元件，它們被放置在一起並且接觸著，通常是黏合在一起，形成一個組合的固體元件。使用多個元件為光學設計人員提供了幾個優勢：
- 可以實現光譜色散，而部會在設計的波長處造成光束的偏差。因此，在設計波長處的光線以相對於光軸的角度{\displaystyle \theta _{0}}進入，會相對於同一光軸以相同的角度離開稜鏡。這種效應通常稱為"直接視覺分散"或"非分散"[3]。
- 可以實現入射光的偏向，同時大大減少引入光束的分散：一個消色差偏折稜鏡的效果等同於光束轉向（英语：beam steering）[4][5]。
- 可以調整稜鏡色散，以實現更大的線性色散度獲實現高階色散效果。

## 對偶性
最簡單的複合稜鏡是由兩個接觸元件組成的雙稜鏡，如右圖所示。一束光線在第一個稜鏡的表面由空氣進入第一個稜鏡產生折射，再次在兩個稜鏡之間的介面上折射，最後一次在退出第二個稜鏡的稜鏡-空氣介面上折射。光束的偏折角{\displaystyle \delta }由入射光線和出射光線之間的角度差給出：{\displaystyle \delta =\theta _{0}-\theta _{4}}。雖然人們可以從雙稜鏡產生直接的視覺分散，但光束通常有顯著的位移（顯示為"Y"兩條水平虛線之間的分離）。從數學上講，通過在每個介面上的司乃耳定律方程來計算{\displaystyle \delta }：
{\displaystyle {\begin{aligned}\theta _{1}&=\theta _{0}-\beta _{1}&\theta _{3}&=\theta '_{2}-\alpha _{2}\\\theta '_{1}&=\arcsin({\tfrac {1}{n_{1}}}\,\sin \theta _{1})\quad &\theta '_{3}&=\arcsin(n_{2}\,\sin \theta _{3})\\\theta _{2}&=\theta '_{1}-\alpha _{1}&\theta _{4}&=\theta '_{3}+{\tfrac {1}{2}}\alpha _{2}\\\theta '_{2}&=\arcsin({\tfrac {n_{1}}{n_{2}}}\,\sin \theta _{2})\end{aligned}}}
使偏差角度成為稜鏡折射率{\displaystyle n_{1}(\lambda )}和 {\displaystyle n_{2}(\lambda )}，稜鏡元件的頂角{\displaystyle \alpha _{1}}和{\displaystyle \alpha _{2}}，和光束的入射角{\displaystyle \theta _{0}}的非線性方程。請注意{\displaystyle \alpha _{i}}表示稜鏡的反轉（頂點朝下）。